# Jeansjacka

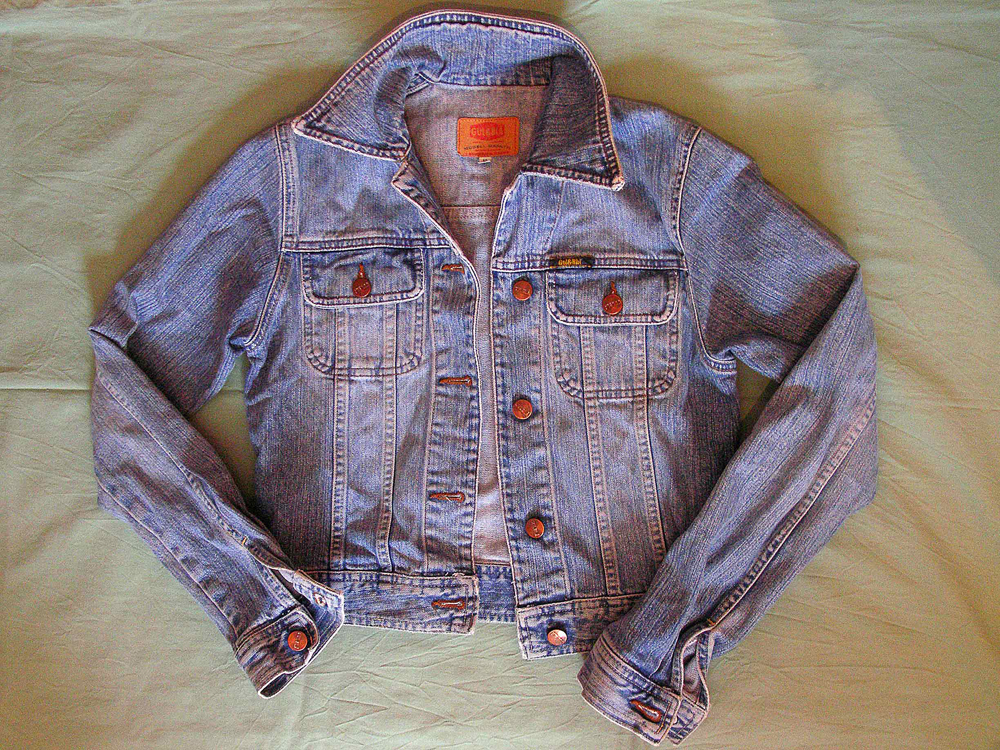
En jeansjacka från det svenska jeansföretaget Gul & Blå.

En jeansjacka är som namnet antyder en jacka av jeanstyg (denim) och har oftast en speciell grundmodell. Den klassiska jeansjackan knäpps med knappar framtill, har krage och två bröstfickor med ficklock. Längst ut på ärmarna finns en knapp och baktill i nederkant knappar och stroppar som ursprungligen är tänkta för att justera omfånget nedtill. Modellerna har med åren utvecklats och varierats i alla tänkbara former. Den första dokumenterade jeansjackan tillverkades av Levi Strauss någon gång runt 1880. Ungefär tio år hade då gått sedan Strauss och partnern Jacob Davis tog patent på de tåliga denimkläder som snart blev tongivande bland grovarbetare, cowboys och guldgrävare.